# Chain
Chain (dansk: "kæde") er en ældre længdeenhed, der har været anvendt til landopmåling i engelsksprogede lande. Chain-målet stammer fra matematikeren Edmund Gunter, og målet blev taget i brug år 1620.
En chain opdeles i 66 fod eller 22 yards, eller 100 links. Der går 10 chains på en furlong, og 80 chains på en mile (1.609,344 meter). Arealmålet acre svarer til 10 kvadratchains – det vil sige et område, som er én chain bred og én furlong lang. Omregnet til metersystemet svarer en chain til 20,1168 meter).